# Alindja
Alindja o Alindjak (àzeri: Əlincə qalası; en armeni Erndjak o Erendchak) fou el nom otomà d'un districte de la província de Siunia (turc Siunik), modernament unes ruïnes Alindjakala a la república autònoma de Nakhitxevan, a l'Azerbaidjan.
La fortalesa, fundada entre el segle iii i el VII, estava a uns 20 km al nord de la confluència del riu Alindja amb l'Araxes, prop de Djulfa la Vella, a la riba dreta del riu, al cim d'una muntanya de pendent molt aspre propera al llogaret de Khanaka.
Vers el 909 el príncep de Baspracània Sargis-Achot aliat a l'emir de l'Azerbaidjan Yusuf al-Sadj, va atacar Siunia Oriental on el príncep Simbaci es va refugiar a la fortalesa d'Erendchak (Alindja) i Yusuf va quedar l'amo de la Siunia Oriental. Simbaci no obstant va demanar ajut al seu cunyat Khatchik-Gagik, abans enemic seu, i es va poder salvar.
Tamerlà era el 1395 a Shakki, emirat aliat de Geòrgia, i junt amb el seu fill Miranshah assetjava Alindjak, però l'emir Sidi Ali amb suport georgià va rebutjar l'atac. El djalayírida Tahir, que estava tancar al castell, fou alliberat pels georgians. El 1438 l'emir Kara Koyunlu Iskandar, derrotat a Tabriz, fou assetjat a Alindjak, on tenia la família i els tresors, i allí fou assassinat pel seu fill Shah Kubad.